# María Isabel del Val
María Isabel del Val Valdivieso (Valladolid, 11 de enero de 1948) es catedrática de Historia Medieval especializada en el siglo XV castellano, y una de las fundadoras del Instituto Universitario de Historia Simancas.

## Trayectoria
Licenciada en Geografía e Historia y Doctora en Historia por la Universidad de Valladolid centró su carrera en la figura de Isabel la Católica, la historia urbana, las relaciones de poder, el agua y la historia de las mujeres. Continuó su historial de docencia e investigación en la Universidad de Cantabria para volver de nuevo a Valladolid. En junio de 2002 accedió a la cátedra de Historia Medieval en la universidad vallisoletana.
En 1988 propuso la creación del Instituto Universitario de Historia Simancas junto a Teófanes Egido López, Ángel García Sanz, Luis A. Ribot García, del que fue directora entre 2008 y 2017. Es Miembro Correspondiente de la Academia Española desde 2001 y de la Academia Portuguesa de Historia desde 2005. Pertenece a diversas sociedades científicas, entre ellas la Asociación Española de Investigación de Historia de las Mujeres, de la que fue presidenta, la Sociedad Española de Estudios Medievales de la que es presidenta, y la Asociación de Historia social de la que es miembro de su Junta Directiva. Ha sido Investigadora Principal en proyectos sobre el agua en la Edad Media y es parte constituyente de los grupos de investigación «Leticia Valle» y «Agua, Espacio y Sociedad en la Edad Media». En 2014 recibió el Premio Consejo Social de la Universidad de Valladolid.
Fue Decana de la Facultad de Filosofía y Letras entre 1986-1989 (la primera Decana de la Universidad de Valladolid)  y Vicerrectora de Alumnos y Asuntos Sociales (1998-2003) y de Ordenación Académica (2003-2006).
Es Académica correspondiente de la Real Academia de la Historia (desde 2001) y de la Academia Portuguesa de Historia (desde 2005).

## Estancias docentes
Ha desarrollado su actividad docente e investigadora en la Universidad de Valladolid, pero ha tenido estancias breves de investigación y docencia desde 1967 hasta 2017 en centros universitarios de Italia, Francia y Portugal. También ha visitado como docente o conferenciante las universidades de Osaka y Nara (Japón), UNAM (México), Heidelberg (Alemania), Católica de Chile, Católica de Perú, el CONICET de Argentina.

## Investigadora de la sociedad castellana bajomedieval
Su tesis doctoral “Isabel la Católica, princesa (1468-1474)” se centra en la figura de Isabel I de Castilla, que fue publicada en 1974. También ha publicado otros libros y artículos sobre la mencionada reina y su época.  Su investigación se ha centrado en las relaciones de poder en la sociedad castellana de la Baja Edad Media a partir del análisis de la sociedad urbana, las mujeres y el papel que desempeñaron en aquella sociedad, las minorías y el agua. Sobre estos temas, además, ha dirigido más de veinte tesis doctorales.

## Publicaciones
- Agua y poder en la Castilla Bajomedieval: el papel del agua en el ejercicio del poder consejo a finales de la Edad Media (2003).
- Musulmanes y cristianos frente al agua en las ciudades medievales (2009), coordinado con Olatz Villanueva.
- Castilla y el mundo feudal (3 tomos): homenaje al profesor Julio Valdeon (2010), dirigido junto a Pascual Martínez Sopena.
- El agua en el imaginario medieval: los reino ibéricos en la Baja Edad Media (2017).
- Agua y sociedad en la Edad Media hispana (2012), coordinado con Juan Antonio Bonachía.
- Participación de las mujeres en lo político. Mediación, representación y toma de decisiones (2011), editado con Cristina Segura.
- Las huellas de Foucault en la historiografía Poderes, cuerpos y deseos (2013), editado junto con Henar Gallego.
- Isabel la Católica y su tiempo (2005).
- Femina, mujeres en la Historia (2015) coordinado con Cristina de la Rosa, M.ª Jesús Dueñas y Magdalena Santo Tomás.